# مسكيوت
مسكيوت (بالعبرية: מַשְׂכִּיּוֹת) مستوطنة مجتمعية إسرائيلية، أقيمت عام 1986 شمال شرق محافظة طوباس شمال الضفة الغربية، وتقع إداريًا ضمن اختصاص مجلس غور الأردن الإقليمي. في عام 2018 كان عدد سكانها 286 مستوطنًا.

## الجانب القانوني
يعتبر المجتمع الدولي المستوطنات الإسرائيلية في الضفة الغربية غير قانونية بموجب القانون الدولي، لكن الحكومة الإسرائيلية تعارض ذلك.